# Ceratomyxa angusta
Ceratomyxa angusta is een microscopische parasiet uit de familie Ceratomyxidae. Ceratomyxa angusta werd in 1960 beschreven door Meglitsch. 